# Ousmane Mané
Pour les articles homonymes, voir Mané.
Ousmane Mané, né le 1er octobre 1990 à Pikine, est un footballeur international sénégalais qui joue au poste de gardien de but.

## Biographie
Ousmane Mané né le 1 octobre 1990 à Pikine est un footballeur international sénégalais qui évolue au poste de Gardien de but.

### Carrière en club
Ousmane Mané à commencer sa carrière de footballeur dans le club de Diambars FC où il a évolué de 2009 à 2018. En novembre 2018, il quitte l'académie de football basé à Mbour pour rejoindre le Casa Sports de Ziguinchor pour un prêt d'une saison. En juillet 2019, Ousmane Mané quitte le championnat sénégalais pour rejoindre la Guinée Conakry en signant avec le Hafia FC.

### Carrière en équipe nationale
Ousmane Mané faisait partie des joueurs sélectionnés par l'équipe nationale olympique du Sénégal pour disputer les jeux olympiques de 2012. Il a été appelé avec l'équipe nationale senior du Sénégal à plusieurs reprises et a été titulaire indiscutable sous l'ère de l'entraîneur Joseph Koto.